# Trummor & Orgel

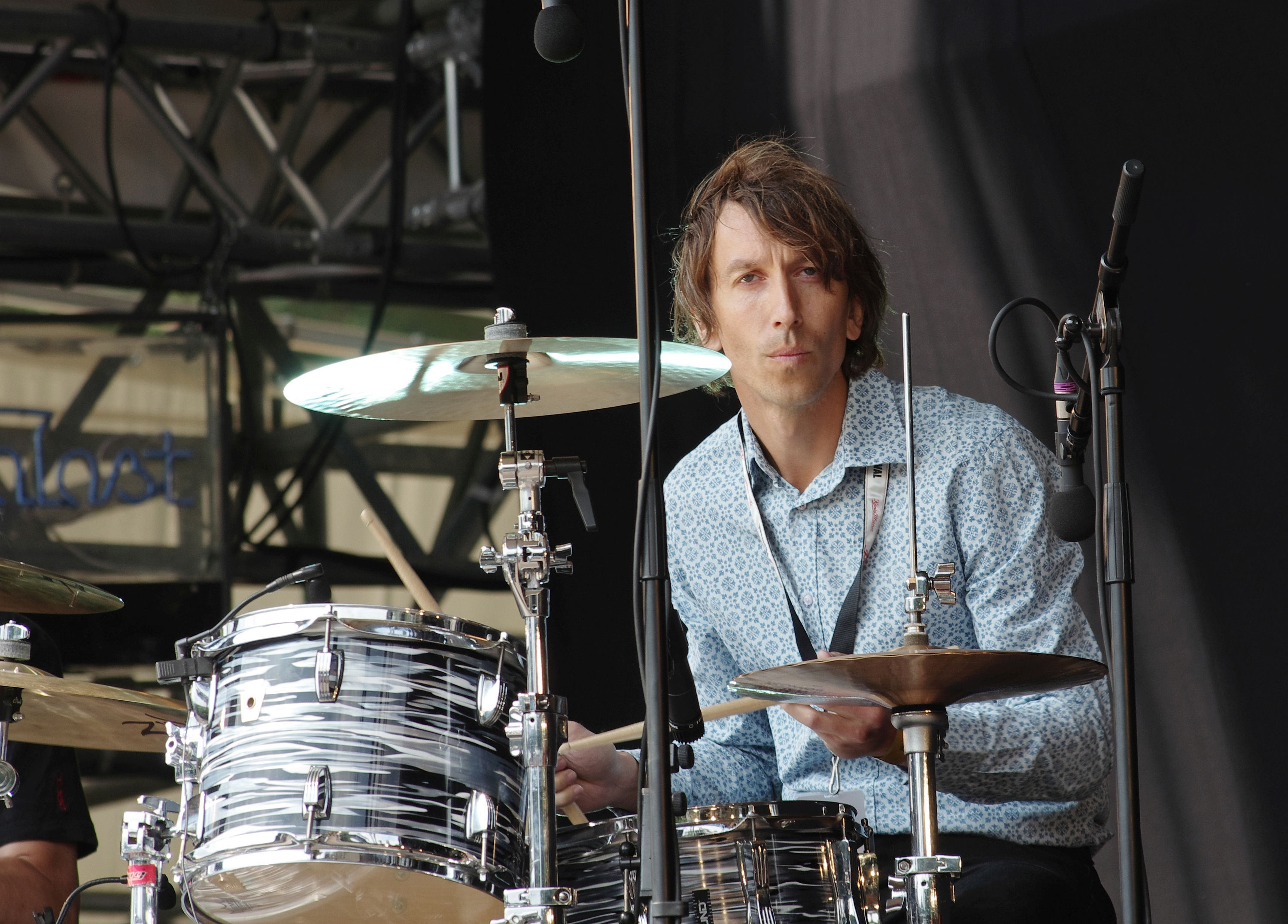
Staffan Ljunggren på festivalen Haldern Pop i Tyskland
2013

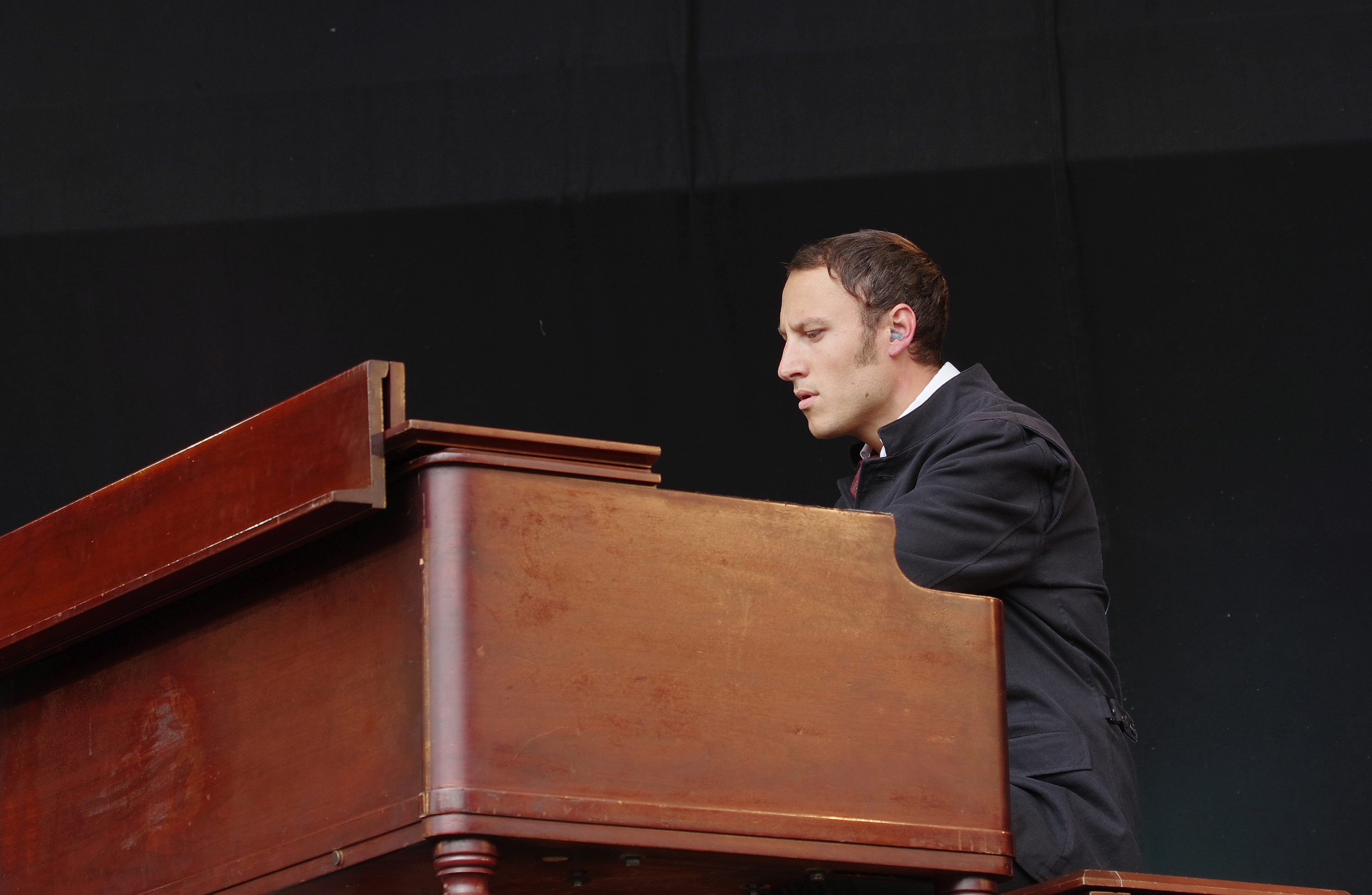
Anders Ljunggren på Haldern Pop-festivalen
2013

Trummor & Orgel är en svensk musikalisk duo från Uppsala, bestående av bröderna Anders och Staffan Ljunggren på hammondorgel respektive slagverk.
Duon bildades 2003 som ett sidoprojekt till bandet Second Glance, med tanken att sammanföra musikstilarna psykedelia och jazz. Huvudinfluensen var 1960-talsduon Hansson & Karlsson, som också baserade sin musik på slagverk och orgel. Arbetsnamnet på projektet var "Trummor & Orgel-projektet" och det har bandet behållit.
Senare när bandet började spela ute mycket tog deras eget sätt att låta form. Musiken kan beskrivas som en blandning av psykedelia, jazz och svensk folkmusik. Under senare år har de även blandat in mer indiepop och elektronisk musik i sitt sound. Bland de artister som bandet räknar som sina influenser märks bland annat organisten Brian Auger, det brittiska shoegazingbandet My Bloody Valentine, brittiska The Cure, jazzmusikern Count Basie, samt flera band ur 1990-talets Manchester-våg (The Charlatans, The Stone Roses, med flera) och från 1960-talets brittiska psykedelika (Small Faces, The Spencer Davis Group, med flera).  
Bland fansen till bandet märks sångaren Ebbot Lundberg, som också har spelat in några låtar med duon. Duon följde med på en turné som förband åt Ebbots band The Soundtrack of Our Lives 2006. Bandet har även samarbetat på skiva och live med Magnus Carlson (Weeping Willows) och Peter Morén (Peter Bjorn and John). Den senare var med som låtskrivare och gitarrist på albumet Departure/Arrival som släpptes i oktober 2013. 
Duon har gjort hundratals spelningar under karriären och uppträtt i bland annat TV4 Nyhetsmorgon, P3 Live och SVT Klubbland och beskrivs ofta vara ett energiskt och dynamiskt liveband.
Deras skivor har generellt fått fin kritik, bland annat fick Out of Bounds betyget 4 av 5 i ansedda MOJO Magazine och Visions blev nominerad för en Grammis i kategorin Årets jazz.

## Diskografi
- 2006 - Trummor & Orgel
- 2007 - Trummor & Orgel featuring Ebbot Lundberg (två-spårig singel)
- 2007 - Reflections from a watery world
- 2009 - Thunderball Sessions (EP)
- 2009 - Visions
- 2011 - Out of Bounds
- 2013 - Departure / Arrival
- 2015 - Hopes and Dreams (mini-album)
- 2018 - Indivisibility
- 2022 - Longevity